# Pölling, Steuerberg
Pölling je naselje v Občini Steuerberg v Okraju Trg na Koroškem v Avstriji.